# Giorgio Chiellini
Giorgio Chiellini (Pisa, Italia, 14 de agosto de 1984) es un exfutbolista, administrador y director de empresas italiano. Jugó como defensa y su último equipo fue Los Angeles F. C. de la Major League Soccer de los Estados Unidos. Fue internacional en la selección de Italia desde 2004 hasta 2022.
En su carrera ha ganado nueve campeonatos consecutivos de la Serie A con la Juventus (de 2011-12 a 2019-20), club con el que también ha ganado cinco Copas de Italia (cuatro consecutivas de 2014-15 a 2017-18 y nuevamente en 2020-21), cinco Supercopas de la Liga (2012, 2013, 2015, 2018 y 2020) y un campeonato de la Serie B (2006-07); anteriormente con Livorno, el equipo en el que creció, había ganado un campeonato de la Serie C1 (2001-02). Con la selección nacional fue finalista en el Campeonato de Europa de Polonia-Ucrania 2012, tercer lugar en la Copa Confederaciones de Brasil 2013 y logró el título de campeón en la Eurocopa 2020, venciendo en la final a la selección de fútbol de Inglaterra, partido que se disputó en el mítico Estadio de Wembley y se resolvió mediante la tanda de penales; también participó en los Campeonatos del Mundo de Sudáfrica 2010 y Brasil 2014, en los Campeonatos de Europa de Austria-Suiza 2008, en Francia en 2016 y en la Copa Confederaciones de Sudáfrica 2009. En el A nivel juvenil, con la Italia olímpica fue medalla de bronce en los Juegos de Atenas 2004, mientras que anteriormente con la Italia Sub-19 se coronó campeón de Europa en Liechtenstein 2003. Considerado entre los mejores defensores de su generación, a nivel individual fue elegido tres veces mejor defensor de la AIC (2008, 2009 y 2010, este último compartido con Walter Samuel), así incluido cinco veces en el equipo del año AIC (2013, 2015, 2016, 2018 y 2019), tres en el equipo del año ESM (2013, 2015 y 2018), dos en el equipo de la temporada de la UEFA Champions League ( 2015 y 2018) y uno en el equipo del año de la UEFA (2017); anteriormente, en el campo juvenil fue incluido por la UEFA en el Dream Team del Campeonato de Europa Sub-21 2007 y en el XI de todos los tiempos del Campeonato de Europa Sub-21 (2015).
Además, es licenciado en Economía y Comercio desde 2010 y doctor de Administración y Gestión por la Universidad de Turín desde 2017, gracias a su tesis doctoral “El presupuesto de una sociedad deportiva, el caso de Juventus Football Club”.

## Trayectoria

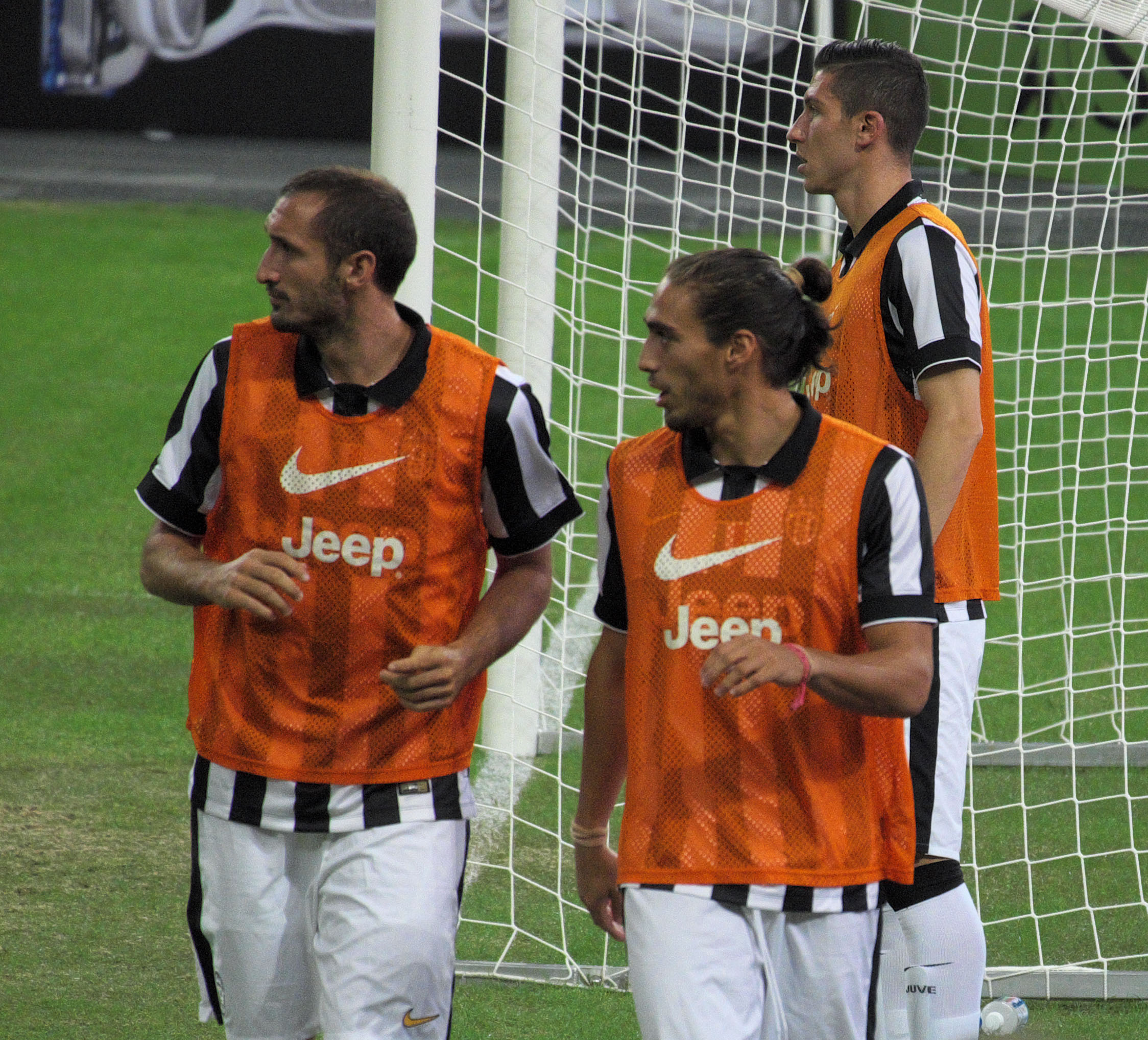
Chiellini en un Partido con Juventus

Se inició en el A. S. Livorno, y en la temporada 2004-05 pasó a la Fiorentina, club en el que casi siempre jugó de titular. Debido a su talentoso crecimiento como defensor, el año siguiente fue traspasado a la Juventus por 2,2 millones de euros.
En el año 2006, la Juventus descendió a la Serie B tras el escándalo deportivo conocido como Calciopoli, y debido al descenso defensores como Fabio Cannavaro y Lilian Thuram dejaron el club; entonces Chiellini fue alineado de titular en la mayoría de encuentros. Finalmente la Juventus quedó campeón y ascendió nuevamente a la Serie A.
Durante el partido por la Serie A de Italia 2021-22 ante la Lazio, fue sustituido en el minuto 17', marcando de esta manera su fin en el club juventino en el cual disputó 17 temporadas.
En diciembre de 2023 anunció su retirada como jugador.

## Selección nacional
Fue internacional con la selección de fútbol de Italia en 117 ocasiones y ha marcado 8 goles. Debutó el 17 de noviembre de 2004, en un encuentro amistoso ante la selección de Finlandia que finalizó con marcador de 1-0 a favor de los italianos. En 2006 Marcello Lippi se fijó en él y estuvo a punto de convocarlo de suplente para la Copa Mundial de Fútbol de 2006 en Alemania, pero finalmente se decidió por su compañero de la categoría sub-21 Andrea Barzagli.
En 2007 fue convocado por Gianfranco Zola y Pierluigi Casiraghi para ser capitán de la selección de fútbol sub-21 de Italia en la Eurocopa Sub-21 celebrada en los Países Bajos. A pesar de que su equipo cayó en primera ronda, se clasificó para los Juegos Olímpicos. El 13 de mayo de 2014 el entrenador de la selección italiana, Cesare Prandelli, lo incluyó en la nómina preliminar de 30 jugadores convocados para la Copa Mundial de Fútbol de 2014. Fue confirmado en la lista definitiva de 23 jugadores el 1 de junio.
El 11 de julio de 2021, después de disputar 3 torneos de Eurocopa, logró por fin alzarse campeón en dicho torneo, tras vencer a Inglaterra en la tanda de penaltis por 3 a 2.  
El 1 de junio de 2022 disputó su último partido con la selección italiana en la Copa de Campeones Conmebol-UEFA ante Argentina, en lo que fue goleada por 3-0 de los sudamericanos.

### Participaciones en Copas del Mundo
| Mundial                        | Sede      | Resultado    | Partidos | Goles |
| ------------------------------ | --------- | ------------ | -------- | ----- |
| Copa Mundial de Fútbol de 2010 | Sudáfrica | Primera fase | 3        | 0     |
| Copa Mundial de Fútbol de 2014 | Brasil    | Primera fase | 3        | 0     |

### Participaciones en Eurocopas
| Eurocopa                | Sede              | Resultado        | Partidos | Goles |
| ----------------------- | ----------------- | ---------------- | -------- | ----- |
| Eurocopa Sub-21 de 2006 | Portugal          | Primera fase     | 3        | 1     |
| Eurocopa Sub-21 de 2007 | Países Bajos      | Primera fase     | 4        | 2     |
| Eurocopa 2008           | Austria y Suiza   | Cuartos de final | 3        | 0     |
| Eurocopa 2012           | Polonia y Ucrania | Subcampeón       | 5        | 0     |
| Eurocopa 2016           | Francia           | Cuartos de final | 4        | 1     |
| Eurocopa 2020           | Europa            | Campeón          | 5        | 0     |

### Participaciones en Copas FIFA Confederaciones
| Copa                      | Sede      | Resultado     | Partidos | Goles |
| ------------------------- | --------- | ------------- | -------- | ----- |
| Copa Confederaciones 2009 | Sudáfrica | Primera fase  | 3        | 0     |
| Copa Confederaciones 2013 | Brasil    | Tercer puesto | 5        | 1     |

## Estadísticas

### Clubes
Actualizado al último partido disputado el 5 de noviembre de 2022.
| A. S. Livorno Calcio · Italia    | 3.ª           | 2000-01       | 3   | 0  | 1  | 0 | 0  | 0 | 0 | 0 | 4   | 0  |
| A. S. Livorno Calcio · Italia    | 3.ª           | 2001-02       | 5   | 0  | 8  | 0 | 0  | 0 | 2 | 0 | 15  | 0  |
| A. S. Livorno Calcio · Italia    | 2.ª           | 2002-03       | 6   | 0  | 1  | 0 | 0  | 0 | 0 | 0 | 7   | 0  |
| A. S. Livorno Calcio · Italia    | 2.ª           | 2003-04       | 41  | 4  | 1  | 0 | 0  | 0 | 0 | 0 | 42  | 4  |
| A. S. Livorno Calcio · Italia    | Total club    | Total club    | 55  | 4  | 11 | 0 | 0  | 0 | 2 | 0 | 68  | 4  |
| ACF Fiorentina · Italia          | 1.ª           | 2004-05       | 37  | 3  | 5  | 0 | 0  | 0 | 0 | 0 | 42  | 3  |
| ACF Fiorentina · Italia          | Total club    | Total club    | 37  | 3  | 5  | 0 | 0  | 0 | 0 | 0 | 42  | 3  |
| Juventus F. C. · Italia          | 1.ª           | 2005-06       | 17  | 0  | 0  | 0 | 6  | 0 | 0 | 0 | 23  | 0  |
| Juventus F. C. · Italia          | 2.ª           | 2006-07       | 32  | 3  | 3  | 1 | 0  | 0 | 0 | 0 | 35  | 4  |
| Juventus F. C. · Italia          | 1.ª           | 2007-08       | 30  | 3  | 2  | 0 | 0  | 0 | 0 | 0 | 32  | 3  |
| Juventus F. C. · Italia          | 1.ª           | 2008-09       | 27  | 4  | 1  | 0 | 8  | 1 | 0 | 0 | 36  | 5  |
| Juventus F. C. · Italia          | 1.ª           | 2009-10       | 32  | 4  | 2  | 0 | 6  | 1 | 0 | 0 | 40  | 5  |
| Juventus F. C. · Italia          | 1.ª           | 2010-11       | 32  | 2  | 2  | 0 | 9  | 2 | 0 | 0 | 43  | 4  |
| Juventus F. C. · Italia          | 1.ª           | 2011-12       | 34  | 2  | 3  | 0 | 0  | 0 | 0 | 0 | 37  | 2  |
| Juventus F. C. · Italia          | 1.ª           | 2012-13       | 24  | 1  | 0  | 0 | 8  | 0 | 0 | 0 | 32  | 1  |
| Juventus F. C. · Italia          | 1.ª           | 2013-14       | 31  | 3  | 1  | 0 | 11 | 0 | 1 | 1 | 44  | 4  |
| Juventus F. C. · Italia          | 1.ª           | 2014-15       | 28  | 0  | 4  | 1 | 12 | 0 | 1 | 0 | 45  | 1  |
| Juventus F. C. · Italia          | 1.ª           | 2015-16       | 24  | 1  | 4  | 0 | 6  | 0 | 0 | 0 | 34  | 1  |
| Juventus F. C. · Italia          | 1.ª           | 2016-17       | 21  | 2  | 2  | 0 | 9  | 1 | 1 | 1 | 33  | 4  |
| Juventus F. C. · Italia          | 1.ª           | 2017-18       | 26  | 0  | 4  | 0 | 7  | 0 | 1 | 0 | 38  | 0  |
| Juventus F. C. · Italia          | 1.ª           | 2018-19       | 25  | 1  | 2  | 0 | 6  | 0 | 1 | 0 | 34  | 1  |
| Juventus F. C. · Italia          | 1.ª           | 2019-20       | 4   | 1  | 0  | 0 | 0  | 0 | 0 | 0 | 4   | 1  |
| Juventus F. C. · Italia          | 1.ª           | 2020-21       | 17  | 0  | 4  | 0 | 3  | 0 | 1 | 0 | 25  | 0  |
| Juventus F. C. · Italia          | 1.ª           | 2021-22       | 21  | 0  | 4  | 0 | 1  | 0 | 0 | 0 | 26  | 0  |
| Juventus F. C. · Italia          | Total club    | Total club    | 425 | 27 | 38 | 2 | 92 | 5 | 6 | 2 | 561 | 36 |
| Los Angeles F. C. Estados Unidos | 1.ª           | 2022          | 13  | 0  | 0  | 0 | 0  | 0 | 0 | 0 | 13  | 0  |
| Los Angeles F. C. Estados Unidos | Total club    | Total club    | 13  | 0  | 0  | 0 | 0  | 0 | 0 | 0 | 13  | 0  |
| Total carrera                    | Total carrera | Total carrera | 530 | 34 | 54 | 2 | 92 | 5 | 8 | 2 | 684 | 43 |
| 1. 2. 3. 4.                      |               |               |     |    |    |   |    |   |   |   |     |    |

## Palmarés

### Títulos nacionales
| Título                | Club              | País           | Año     |
| --------------------- | ----------------- | -------------- | ------- |
| Serie C1              | A. S. Livorno     | Italia         | 2001-02 |
| Serie B               | Juventus F. C.    | Italia         | 2006-07 |
| Serie A               | Juventus F. C.    | Italia         | 2011-12 |
| Serie A               | Juventus F. C.    | Italia         | 2012-13 |
| Supercopa de Italia   | Juventus F. C.    | Italia         | 2013    |
| Serie A               | Juventus F. C.    | Italia         | 2013-14 |
| Serie A               | Juventus F. C.    | Italia         | 2014-15 |
| Copa Italia           | Juventus F. C.    | Italia         | 2014-15 |
| Serie A               | Juventus F. C.    | Italia         | 2015-16 |
| Copa Italia           | Juventus F. C.    | Italia         | 2015-16 |
| Copa Italia           | Juventus F. C.    | Italia         | 2016-17 |
| Serie A               | Juventus F. C.    | Italia         | 2016-17 |
| Copa Italia           | Juventus F. C.    | Italia         | 2017-18 |
| Serie A               | Juventus F. C.    | Italia         | 2017-18 |
| Supercopa de Italia   | Juventus F. C.    | Italia         | 2018    |
| Serie A               | Juventus F. C.    | Italia         | 2018-19 |
| Serie A               | Juventus F. C.    | Italia         | 2019-20 |
| Supercopa de Italia   | Juventus F. C.    | Italia         | 2020    |
| Copa Italia           | Juventus F. C.    | Italia         | 2020-21 |
| Supporters' Shield    | Los Angeles F. C. | Estados Unidos | 2022    |
| MLS Conferencia Oeste | Los Angeles F. C. | Estados Unidos | 2022    |
| MLS Cup               | Los Angeles F. C. | Estados Unidos | 2022    |
| MLS Conferencia Oeste | Los Angeles F. C. | Estados Unidos | 2023    |

### Títulos internacionales
| Título          | Club (*)            | Sede          | Año  |
| --------------- | ------------------- | ------------- | ---- |
| Eurocopa Sub-19 | Selección de Italia | Liechtenstein | 2003 |
| Eurocopa        | Selección de Italia | Europa        | 2020 |

(*) Incluyendo la selección.

### Distinciones individuales
| Distinción                                         | Año     |
| -------------------------------------------------- | ------- |
| Incluido en el Dream Team de la Eurocopa Sub-21    | 2007    |
| Oscar del Calcio al Defensa del Año en la Serie A. | 2008    |
| Oscar del Calcio al Defensa del Año en la Serie A. | 2009    |
| Oscar del Calcio al Defensa del Año en la Serie A. | 2010    |
| Equipo del Año de la European Sports Magazine.     | 2012-13 |
| Equipo del Año en la Serie A.                      | 2013    |
| Equipo Ideal de la Liga de Campeones de la UEFA.   | 2014-15 |
| Equipo del Año de la European Sports Magazine.     | 2014-15 |
| Equipo del Año en la Serie A.                      | 2015    |
| Equipo del Año en la Serie A.                      | 2016    |
| Equipo del año UEFA.                               | 2017    |

## Condecoraciones
| Condecoración                                             | Año  |
| --------------------------------------------------------- | ---- |
| Caballero de la Orden al Mérito de la República Italiana. | 2004 |

## Vida personal
Giorgio Chiellini tiene un máster en Gestión y Administración de Empresas de la Universidad de Turín, el cual obtuvo en 2017 mediante su tesis: «El modelo de negocio de la Juventus FC en el benchmark internacional».